# Підземне сховище газу Білчурешть/Бутіману
Підземне сховище газу Білчурешть/Бутіману – об’єкт нафтогазової інфраструктури Румунії. 
Сховище, яке ввели в експлуатацію у 1983 році, створили на основі виснаженого газового родовища. 
Наразі активний об’єм ПСГ Білчурешть становить 1310 млн м3 газу, що робить його найбільшим об’єктом такого типу в країні. Технічно можливий добовий відбір складає 14,5 млн м3 при добовому рівні закачування у 10 млн м3. Сховище має компресорну станцію та 61 свердловину. Його роботу обслуговують 64 км трубопроводів, в тому числі 26,5 км трубопроводів до зазначених свердловин.
Зв’язок із газотранспортною системою країни відбувається через газотранспортний коридор Трансильванія – Бухарест.